# Istituto di credito per le imprese di pubblica utilità
L'Istituto di credito per le imprese di pubblica utilità, in breve ICIPU, è stato un istituto di credito speciale.

## Storia
Contraddistinto da una struttura snella che favoriva il decisionismo del Presidente, fu costituito nel 1924 sotto la guida di Alberto Beneduce con la finalità di sostituire le banche ordinarie nel finanziamento della costruzione di infrastrutture considerate di “pubblica utilità” da parte di imprese private concessionarie di pubblico servizio, ovvero le reti elettriche, telefoniche e ferroviarie. L'ICIPU si finanziava prevalentemente mediante l'emissione di obbligazioni garantite dalle immobilizzazioni, ovvero dai mutui e dai crediti delle aziende stesse, facendo così perno sulla bontà delle loro scelte di investimento.
Nel secondo dopoguerra l'ICIPU fu attivo anche nel credito alle grandi imprese industriali. Negli anni '60 e '70 concesse credito agevolato per l'insediamento dell'industria chimica nel Mezzogiorno e risultò particolarmente esposto verso la Liquichimica, finita in amministrazione controllata.
Le maggiori partecipazioni nell'ente erano quelle della Cassa Depositi e Prestiti, dell'INA, dell'INPS, del Banco di Napoli e del Banco di Sicilia.
Nel 1980, sull'orlo della bancarotta a causa del crollo della Liquichimica e della SIR, l'ICIPU fu assorbito dal Crediop.